# 9293 Камогата
9293 Камогата (9293 Kamogata) — астероїд головного поясу, відкритий 13 грудня 1982 року.
Тіссеранів параметр щодо Юпітера — 3,184.